# Mas de les Coves
El Mas de les Coves és un mas situat al municipi de Sallent a la comarca del Bages. La seva història es remunta com a mínim al segle xiv, quan apareix per primera vegada a les fonts. El 1576 s'hi afegí una torre que no ha sobreviscut fins a l'actualitat.